# Francisco Alfonsín
Francisco „Paco“ Alfonsín Sánchez (* in Jerez de la Frontera) ist ein spanischer Schauspieler.

## Karriere
Alfonsín wuchs in Jerez auf und studierte später an der Schauspielschule in Córdoba (arte drámatico). Er dissertierte in Theaterwissenschaft (ciencias del espectáculo) an der Fakultät für Philologie der Universität Sevilla. Ab 1991 war er in verschiedenen spanischen Theatergruppen tätig, darunter Atalaya, Teatro del Velador und das Centro Andaluz de Teatro, mit denen er auch nach Amerika und Australien tourte. 
1998 zog er nach England, wo er das Northern Stage Ensemble in Newcastle upon Tyne mitbegründete und auch in internationalen Koproduktionen auftrat. Das Stück Las Hijas de la Verguenza schrieb Alfonsín selbst für das Ensemble. Im Februar 2006, nach dem Ende der britischen Tournee von 1001 Nights Now, einer Koproduktion des Northern Stage Ensemble, des Nottingham Playhouse und des Londoner Albany Theatre, kehrte Alfonsín nach Spanien zurück, wo er als Schauspieler, Regisseur und Produzent an unabhängigen Produktionen arbeitete.
In der Saison 2007/2008 war er als Fechtmeister an einer Romeo-y-Julieta-Opernaufführung des Teatro Villamarta in Jerez beteiligt. Zwischen 2008 und 2010 übernahm er in den ersten drei Filmen von Iván Noel jeweils die erwachsene Hauptrolle und beteiligte sich zum Teil auch als Drehbuchautor. Außerdem ging er diversen Lehrtätigkeiten nach. 2012 hatte er in zwei Folgen der spanischen Historien-Fernsehserie Hispania, la leyenda eine Nebenrolle; 2010 und 2013 war er als Requisiteur an internationalen Filmen beteiligt. 2014 übernahm er in Rumänien die Hauptrolle im Stück Noul locatar (Le Nouveau Locataire, 1955) von Eugène Ionesco.
Afonsín ist verheiratet und hat eine Tochter. Seit 2012 wohnt er in Marseille.

## Filmografie
als Schauspieler
- 2008: Wo warst du? (En tu ausencia)
- 2009: Brecha (Brecha) – auch Drehbuch
- 2010: Primaria (¡Primaria!) – auch Drehbuch
- 2012: Hispania, la leyenda (TV-Serie; Folgen La leyenda und Paz romana)
- 2016: Die Frau im Mond – Erinnerung an die Liebe (Mal de pierres)

als Requisiteur
- 2010: Mega Mindy en het zwarte kristal
- 2013: Beste Freundinnen

## Belege
1. 1 2 3 4 5  Region chosen for film debut. The Journal, 15. November 2007, ehemals im Original (nicht mehr online verfügbar); abgerufen am 7. Oktober 2015 (englisch). (Seite nicht mehr abrufbar. Suche in Webarchiven)
2. ↑  Libreto de Romeo y Julieta. (PDF) In: Arcadiajerez.com. Diario de Jerez, S. 6, archiviert vom Original am 4. März 2016; abgerufen am 6. Mai 2024 (spanisch).
3. ↑  Alina-Elena Vasiliu: Francisco Alfonsín: “Prefer scena pentru că nu e confortabilă”. In: Jurnalul.ro. 7. Juli 2014, abgerufen am 7. Oktober 2015 (rumänisch).
4. ↑  Loredana Diacu: Oamenii deţin obiectele, sau obiectele deţin oamenii? Regal la Teatrul Nottara. Epoch Times România, 22. September 2014, abgerufen am 7. Oktober 2015 (rumänisch).
5. ↑  Francisco Alfonsín, Paco. In: Le-voc.fr. Agence-s-Communication, abgerufen am 7. Oktober 2015 (französisch).

| Personendaten    | Personendaten                                                                |
| ---------------- | ---------------------------------------------------------------------------- |
| NAME             | Alfonsín, Francisco                                                          |
| ALTERNATIVNAMEN  | Alfonsín, Paco (Spitzname); Alfonsín Sánchez, Francisco (vollständiger Name) |
| KURZBESCHREIBUNG | spanischer Schauspieler                                                      |
| GEBURTSDATUM     | 20. Jahrhundert                                                              |
| GEBURTSORT       | Jerez de la Frontera                                                         |